# Jan Vladimír
Jan Vladimír (srbsky Јован Владимир, Jovan Vladimir, asi 990 – 22. května 1016) byl v letech asi 1000 až 1016 vládcem knížectví Duklja, tehdy nejvýznamnějšího srbského státního útvaru.
Během své vlády se snažil využít války mezi Byzantskou říší a První bulharskou říší. Stal se spojencem byzantského císaře Basileia II., byl však zajat při tažení bulharského cara Samuela do Duklji. V bulharském zajetí se do něj podle kronik zamilovala Samuelova dcera Theodora Kosara. Samuel souhlasil s jejich svatbou a Janu Vladimírovi Duklju vrátil. Jan Vladimír musel uznat bulharskou svrchovanost, přesto vládl do značné míry nezávisle. V roce 1016 byl zabit před kostelem ve městě Prespa u Prespanského jezera. Brzy byl jako mučedník svatořečen, jeho svátek se slaví v den smrti 22. května.